# ヴィクトリア女王の戴冠式 (絵画)
『ヴィクトリア女王の戴冠式』は、イギリスの画家ジョージ・ヘイターによる絵画である。1838年6月28日にウェストミンスター寺院で行われたヴィクトリア女王の戴冠式が油彩で描かれている。ヴィクトリアは伯父のウィリアム4世の後継者として1837年6月20日に18歳で即位し、1901年まで在位した。
ヘイターは報酬2000ギニーで戴冠式の約1週間前に式典の場面を記録するように依頼された。『1820年の王妃キャロラインの裁判 (The Trial of Queen Caroline,1820)』や『Reformed House of Commons』など同時代の重要な出来事の群衆のシーンで才能を示しており、年長者にロイヤル・アカデミー・オブ・アーツ会長のマーティン・アーチャー・シーなどがいるにもかかわらず、主席宮廷画家に任命された。
政治家で後の首相アバディーン伯爵は実際の戴冠の瞬間を描くべきだと主張したが、ヴィクトリアは頭を下げる様子を描かれたくないと却下した。その代わりに、戴冠の直後、新たな女王が称賛される場面が描かれている。絵画には出席者のうち64人が描かれ、女王が大英帝国王冠を被っている様子が分かる。
1842年には、ヴィクトリアとアルバートの結婚式を描いた『ヴィクトリア女王の結婚』を完成させ、1845年に『プリンス・オブ・ウェールズの洗礼式』（後のエドワード7世）が展示された。1892年に宮内長官が取得して以来、ロンドンのロイヤル・コレクションに所蔵されている。

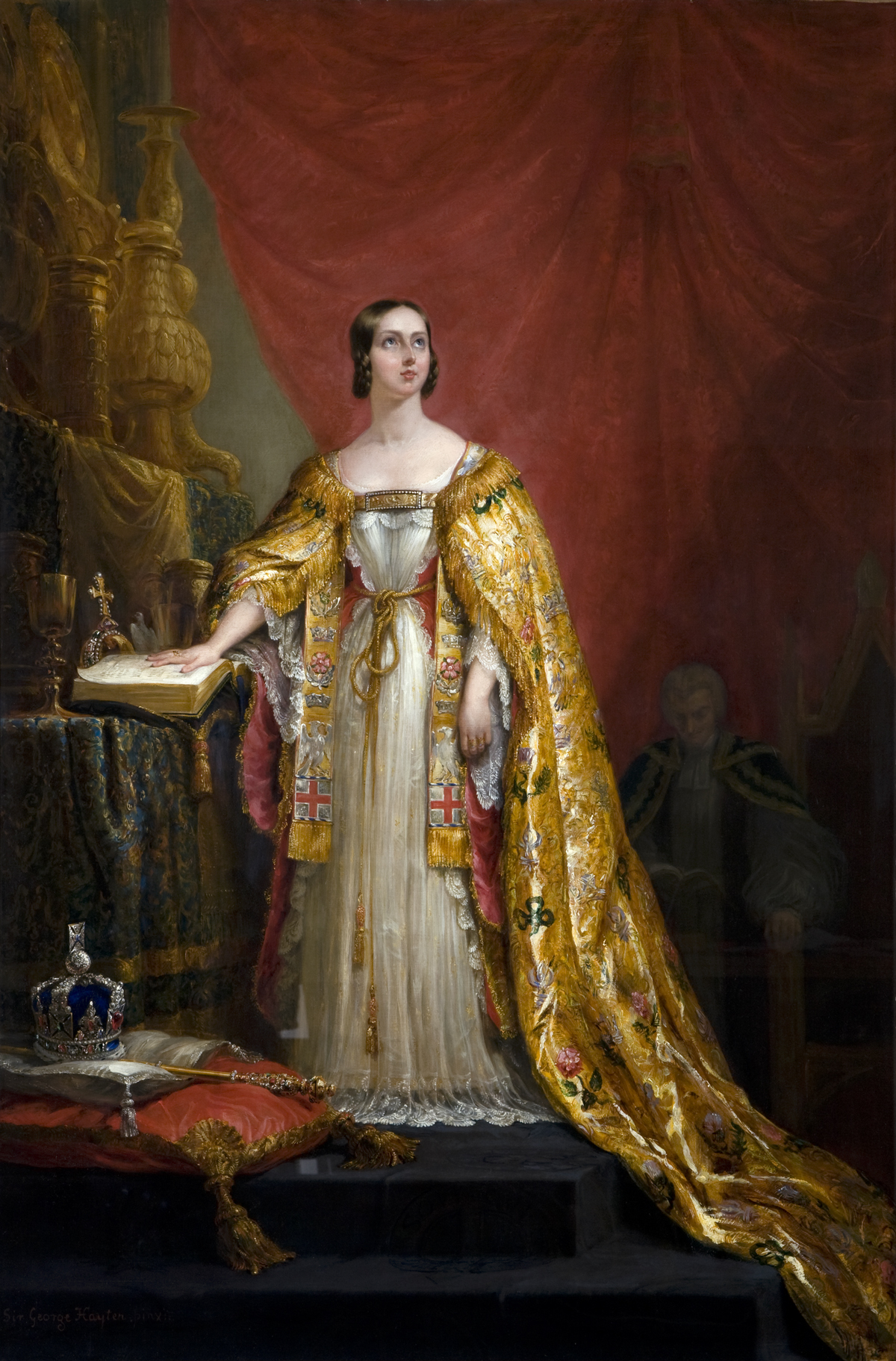
姉妹作品の『Queen Victoria taking the Coronation Oath』（1838年）